# 公開されなかった手記
公開されなかった手記（こうかいされなかったしゅき）は、1997年1月17日にサンソフトから発売されたプレイステーション用のアクションゲーム。

## ゲーム概要
プレイヤー視点で操作するゲーム。瞼の開き方で体力を表す「まぶたシステム」が採用されている。

### 闘いと回復
部屋の探索中に凶暴なモンスターと遭遇することがある。これを撃退するには、序盤で入手できる猟銃を使う。モンスターとの闘いに傷つくと体力が減ってしまい命に関わる。薬を飲んだり、一度館から出て宿屋に泊るなどの方法で体力回復を行う。

## ストーリー
1997年1月、フリーのオカルト記者の新堂一哉の事務所に一人の女性が訪れた。娘がオカルト研究家の友人と旅行にいったまま帰ってこないという。彼女から受け取った写真には古ぼけた館や謎の生物が写っていた。一哉は失踪したまま帰って来ない高校生グループの行方を追うために相棒の神矢千里と共に、ヨーロッパへ旅立ったのであった。そして、田舎町にそびえ立つ館にたどり着く。その館こそが失踪事件のすべてをはらんでいる。館の中でうごめくモンスターと闘い、手がかりとなるアイテムを入手する。それをもとに、館に秘められた謎を解明していくことになる。

## 登場人物

### 人間
新堂一哉
主人公。23歳。フリーのオカルト記者になって3年経つが実体験に基づいた記事は書いていない。偽造の心霊写真やでっちあげの記事を売り込んでいる。
神矢千里
21歳。一哉の優秀なパートナーの女性。
佐藤洋子
18歳。行方不明になった高校生の一人の少女。
相川俊彦
17歳。行方不明になった高校生の一人の少年。
中嶋健二
18歳。行方不明になった高校生の一人の少年。
佐伯祐二
26歳。館の中で一哉たちが出会った男。館の内部に詳しく、何故か死神たちと同じ力が使える。

### 死神兄弟
死神ケル
最初に一哉たちが遭遇した運命をつかさどる死神。死神兄弟の死神たちで唯一の女性。人間への擬態能力を持ち、運命をあざ笑う笑いの仮面をつけている。
死神ヒュプノス
眠りをつかさどる死神。強力な腕を飛ばす攻撃を仕掛けてくる。
死神タナトス
死をつかさどる死神。死神兄弟の長兄であり、死神たちの親玉にあたる。
四人目の死神
夢をつかさどる死神。死神兄弟の末弟。その姿は明らかにされていない。